# Gian Butturini
Gian Butturini (Brescia, 24 marzo 1935 – Brescia, 29 settembre 2006) è stato un fotoreporter e regista italiano.

## Biografia
Formato all'Accademia di Brera, negli anni cinquanta inizia la sua attività a Brescia come grafico pubblicitario e designer.
Apre il suo studio professionale nel 1955, collabora con l'agenzia pubblicitaria "Manzoni" di Brescia. Prende parte alla mostra nazionale artisti pubblicitari (Galleria d'arte moderna, Milano 1959), alla rassegna internazionale "Poster art in the world" al Royal Ontario Museum di Toronto (1960), riceve premi YAIA al circolo della stampa di Milano per "il miglior annuncio pubblicitario" (1961) e per la campagna "Breda Meccanica" a Pallanza (1964), riceve il premio Philips per la migliore vetrina italiana (1967). Subentra a Max Huber nella campagna per "Arredamenti di Ponte San Pietro". Cura la rassegna nazionale di moda "Calza 70", partecipe la modella inglese Jenny York, fotografata per le vie di Londra. Dal 1966, per alcune stagioni collabora con la compagnia teatrale milanese San Marco 2.
Fa parte di Art Directors Club Milano (1966- 1978), è architetto d'interni di nuove boutique nel centro storico di Brescia (Magic Stile, Bettina, Moda Motta, Borghini); da consulente della manifestazione, progetta stand fieristici per la prima E.I.B. -esposizione industriale di Brescia, Mantova e Verona.  Nella fiera Interplast, Londra 1969, progetta e cura l'allestimento dello stand per la Beloit americana . 
Sull'onda dei movimenti del '68, orienta progressivamente la sua ricerca impegnandosi in campo socio-politico. 
Presentato dal critico d'arte Mario De Micheli, propone "I Controfumetti" che rovesciano in senso pacifista il significato valoriale originario, gli  "Strappi underground", lacerazioni serigrafiche su tematiche internazionali, e "L'uomo violentato", un multiplo contro il consumismo. 
Prende parte a tavole rotonde sull'Underground con Fernanda Pivano e Andrea Valcarenghi (Circolo di via De Amicis, Milano 1971).
Si appassiona alla fotografia sul finire degli anni sessanta, dopo un periodo trascorso a Londra. Nel 1969, pubblica il suo primo libro fotografico, London by Gian Butturini, ispirato alla Beat Generation e alla gente incontrata nelle strade della capitale inglese; ritrae emarginati senza fissa dimora, eroinomani, immigrati, manifestanti contro la Guerra del Vietnam, neri, ragazze in minigonna, così come, per contrasto, agiati abitanti della città. Il volume si distinse per un'impaginazione anomala per l'epoca e una grafica originale: tra le fotografie, spesso presentate con tagli, strappi e accostamenti provocatori, vengono inseriti versi di Allen Ginsberg e citazioni di Robert Capa.
Per il libro London by Gian Butturini, a Peschiera del Garda, viene insignito (nella sezione critica e costume) del premio "I Teleobiettivi d'oro 1970" congiuntamente a Dacia Maraini (regia), Alberto Moravia (letteratura) e Febo Conti (radio e televisione).
Nel 1971 si reca a Cuba, dove realizza un reportage sull'"isola rivoluzionaria", pubblicato nel volume Cuba. 26 Luglio Nel 1972, una settimana dopo i fatti del Bloody Sunday, va a Derry e a Belfast, nell'Irlanda del Nord, per conto della rivista Skema che pubblica in esclusiva le sue foto insieme a quelle di Don McCullin. L'anno dopo assiste al colpo di Stato in Cile, dove poco prima aveva incontrato e fotografato Salvador Allende. Tra il 1973 e il 1974, durante la guerra fredda, realizza reportage nella Germania dell'Est, documentando la quotidianità delle persone e i momenti pubblici.
Tra i suoi libri fotografici ci sono i resoconti dei viaggi in America Latina, nelle favelas brasiliane, nelle periferie di Lima, nel Sahara con il Fronte Polisario, in Portogallo durante la Rivoluzione dei Garofani, i metalmeccanici di Napoli. Nel 1987 viaggiò in Cile a seguito di papa Giovanni Paolo II e nel 2004 documentò la realtà dei poveri in India e le strutture assistenziali create da Madre Teresa di Calcutta.
Butturini è chiamato da Franco Basaglia nel 1975 a Trieste, per documentare le fasi del suo nuovo approccio alla malattia mentale che portò alla Legge Basaglia. I pazienti sono ritratti nel loro ambiente, sia individualmente che in gruppo, durante azioni quotidiane come il gioco, il trucco, la musica e il ballo.
Pur essendo prevalente il suo impegno in campo sociale e civile, come ha rilevato lo storico della fotografia Italo Zannier nella introduzione al libro Garda/Benacus, Gian Butturini non ha rinunciato ai reportage sulla natura e l'ambiente e ad altri dedicati all'architettura di città come Praga e Venezia. 
Nel 1975 inizia la sua attività di regista realizzando il docufilm Crimini di pace sulle morti bianche nei cantieri edili (musiche di Luigi Nono),  nella pellicola anche una breve intervista a Franco Basaglia sulla alienazione umana registrata nell'abitazione veneziana dello psichiatra; nel 1976, insieme agli operai di una fabbrica metalmeccanica occupata, gira  Omac, seguendo per circa un anno i lavoratori in lotta.
Negli anni ottanta e novanta, realizza il docufilm "C'era una volta l'ospedale psichiatrico", girato a Trieste e a Mantova con Luigi Benevelli, alcune video interviste a Umberto Mastroianni e Marcello Mastroianni, Franco Rotelli, Tonino Guerra.
Viene ricordato soprattutto per il film Il mondo degli ultimi (1980) con Lino Capolicchio e Mietta Albertini, girato nelle province di Brescia e Cremona, in cui narra le lotte contadine e gli scioperi contro i grandi agrari. Nel 2022 la Fondazione Centro Sperimentale di Cinematografia di Roma, in collaborazione con Cinecittà, ha restaurato e digitalizzato la pellicola, presentata al 40º Torino Film Festival in collaborazione con la Associazione Gian Butturini.
Concluse le riprese de Il mondo degli ultimi, Butturini si reca con la troupe alla stazione ferroviaria di Bologna nelle ore successive alla strage del 2 agosto 1980, realizzando Bologna 10,25 - Strage, un documentario in cui intervista feriti, testimoni, politici e il sindaco Renato Zangheri. Copia del film è nell'archivio della città di Bologna e su YouTube.
La prima rassegna delle sue opere cinematografiche, si svolge al museo Ken Damy di Brescia nel febbraio 1994. Interviene Lino Capolicchio. Viene presentato anche il cortometraggio di 10' "Dietro la macchina da presa", girato nel 1979 durante le riprese del film Il mondo degli ultimi.
Gian Butturini si è raccontato in due video interviste autobiografiche: "Fotografia come modo di vivere" (1995) di Alberto Lorica e "Fotografo ergo sum" (1997) di Renato Ghitti.
Gli ultimi scatti li ha fatti a Trieste nell'estate del 2006, invitato dagli psichiatri Franco Rotelli, Peppe Dell'Acqua e Mario Reali, per documentare i progressi fatti in materia di servizi per la salute mentale e una festa all'aperto presso "Il posto delle fragole". Ci ha lasciati il 29 settembre ...
Opere fotografiche di Gian Butturini sono presenti alla Tate Modern di Londra, alla Fototeca Nazionale dell'Avana, presso le Civiche raccolte grafiche e fotografiche del Comune di Milano, presso il Centro di documentazione Franco Rotelli al parco San Giovanni di Trieste e in numerose collezioni private tra le quali quella di Martin Parr

## Mostre
Tantissime le mostre fatte da Gian Butturini nel corso della sua attività, qui di seguito una selezione delle personali, delle collettive e delle postume in Italia e nel mondo.

### Mostre personali (selezione)
- Milano, 1971,"London by Gian Butturini", galleria Il Diaframma di Lanfranco Colombo
- Milano, 1974,"Cile, Brigada Ramona Parra", circolo di via De Amicis, presentazione con Carlos Vassallo (ex ambasciatore in Italia e ministro nel governo di Salvador Allende), il critico d'arte Mario De Micheli, il sindaco di Milano, Aldo Aniasi
- Milano, 1977, "Immagini dell'ospedale psichiatrico di Trieste", Galleria il Diaframma
- Lugano, 1978, "Tu interni...io libero", galleria L'elicottero, aula magna liceo cantonale, con lo psichiatra Peppe Dell'Acqua
- Brescia, 1982, "Materiali fotografici per il 90° della Camera del Lavoro di Brescia" Archivio storico Livia Bottardi Milani, a cura di Gianfranco Porta
- Madrid, 1983, "Polisario", festival PCE, parco centrale
- Nizza, 1983, "La psichiatria", Centro Arlery
- Brescia, 1984, "Il tempo e l'oblio", galleria Multimedia
- Brescia, 1985, "La protesta delle miniere", reportage dall'Inghilterra della Thatcher, in collaborazione con il NUM, sindacato dei minatori inglesi, quadriportico piazza Vittoria
- La Spezia, 1987, "Cile 87", biblioteca comunale
- Matera, 1989,"La terza età non esiste, Centro Carlo Levi; anche a Buccinasco, Rovato, teatro San Carlino di Brescia, Certaldo (Firenze),Torino palazzo della Regione, Cremona, Milano palazzo della ragione
- Mantova, 1990, "Garda, Benacus", Cavriana; anche a Castellaro Lagusello, Torino galleria Rosamilia, San Felice del Benaco, Buccinasco, Rimini palazzo Gambalunga
- Lisbona, 1992, "Portugal", Istituto italiano di cultura
- Stoccarda, 1994, "Quei mitici anni settanta", antologica, Istituto italiano di Cultura
- Brescia, 1995, "Fotografia come modo di vivere", antologica, museo della fotografia Ken Damy
- Bellaria, 1995, "Feste di maggio", Comune di Bellaria
- Sirmione, 1995, "Il rumore della guerra", immagini dalla ex Jugoslavia
- San Mauro Pascoli, 1996, "Fotografie dai settanta ad oggi", galleria civica San Sebastiano di San Mauro Pascoli/palazzo del comune di Gambettola, patrocinio Provincia di Forlì-Cesena
- Brescia, 1996, "Donne, lo sguardo, le storie", Studio A2 Mostre, in collaborazione con Aied, patrocinio dell'assessorato alla cultura del Comune di Brescia
- Trieste, 1998, "C'era una volta l'ospedale psichiatrico", Fondazione Basaglia
- L'Avana, 2000, "Mistica degli anni settanta", Fototeca nazionale de La Habana con Alberto Korda, il fotografo del Che
- Brescia, 2004, "Pietra su Pietra - Stone on Stone, il volto e l'anima degli uomini della pietra bresciana", Palazzo Bonoris, con Lillo Marciano, il sindaco Paolo Corsini, il presidente della Provincia di Brescia, Alberto Cavalli

### Mostre collettive (selezione)
- Venezia, 1974, "Cile", Biennale di fotografia
- Varsavia, 1974, International Poster Biennale di Varsavia
- Berlino Est, 1974,"Collettiva mondiale", BIFOTA
- New York, 1980, "Politics Photography Italy"
- San Marino, 1980, "La guerra", palazzo dei congressi, con Uliano Lucas
- Rimini, 1981, "Santarcangelo 80", Galleria Gambalonga
- Roma, 1981, "Inventario di una psichiatria" palazzo Braschi, a cura di Paolo Crepet e Maria Grazia Giannichedda, foto di Mario Giacomelli, Carla Cerati, Luciano D'Alessandro, Raymond Depardon
- Rimini, 1981,"Gli esclusi 1963/1980"' mostra fotografica a cura di Gian Butturini e Uliano Lucas promossa dall'assessorato alla cultura del comune di Rimini; fotografie di Gianni Berengo Gardin, Gian Butturini, Carla Cerati, Luciano D'Alessandro, Uliano Lucas; brochure con introduzione di Giovanni Cesareo, Tommaso Musolini editore
- Bari, 1981, "Storia del fotogiornalismo in Italia 1945/1980", Pinacoteca metropolitana di Bari
- Pisa, 1983, "I fotografi del Diaframma", Palazzo Lanfranchi
- Torino, 1984, "Lavoro posseduto, lavoro desiderato", Fondazione Vera Nocentini - Polo del 900, Radio Torino Popolare, Cgil - Cisl - Uil, patrocinio Città di Torino
- Città del Messico, 1985 "Collettiva", Casa della cultura/Università di Puebla
- Metz, 1985, "Psychiatric enfermè", galleria FNAC (Fédération Nationale d'Achat des Cadres)
- Brescia, 1989, "Proposte per un museo di fotografia contemporanea", Museo di fotografia Ken Damy
- Brescia, 2005,"L'acqua nel mondo", Museo di fotografia Ken Damy
- Reggio Emilia, 2005 - 2006,  "Il volto della follia, cent'anni di immagini del dolore" a cura di Sandro Parmiggiani, Gian Butturini con Gianni Berengo Gardin, Ferdinando Scianna, Uliano Lucas e Luciano D'Alessandro a Palazzo Magnani

### Mostre postume
- Milano, 2024, "Tu interni… Io libero", centenario della nascita di Franco Basaglia, CGIL, Camera del Lavoro Metropolitana di Milano. Anche a Trieste presso Antico Caffè San Marco, a Cremona, sala Alabardieri ,del palazzo comunale con il sindaco Gianluca Galimberti, alla Casa della Cultura di Milano con Mario Colucci e Thomas Emmenegger, Gigliola Foschi, Oreste Pivetta e Ferruccio Capelli, al MO.CA. di Brescia, al Museo Archeologico Provinciale di Potenza con Angelo Summa, Giuliana Scarano, Edoardo De Ruggieri, Andrea Barra e Alfonsina Guarino, allo SCOMODO di Roma con Alberta Basaglia, Giovanna Del Giudice, Daniela Barbaresi, Stefano Cecconi, Gisella Trincas e Fabrizio Starace, alla Camera del Lavoro di Ferrara con Stefano Cecconi, Kevin Nicolini, Sandro Arnofi, al Centro Servizi Culturali di Macomer in Sardegna con Gisella Trincas, a Cagliari presso il palazzo del Consiglio Regionale con il presidente Piero Comandini e il sindaco di Cagliari, Massimo Zedda, alla Cavallerizza di Brescia MATTI SIETE VOI collettiva promossa da Ma.Co.f. e Amministrazione Comunale, alla Fiera del libro LIBRIXIA, a FORTE MARGHERA di Mestre con Festival dei Matti e CGIL veneta, a Villa Mazzotti di Chiari per MICROEDITORIA, a BOOKCITY Milano da OLINDA presso ex ospedale psichiatrico "Paoli Pini" con Giovanna Del Giudice, allo Spazio Paparazzo di Catanzaro, alla Giudecca di Venezia "OMAGGIO A BASAGLIA" nella sede di Emergency alla presenza di Alberta Basaglia, a palazzo Pes Villamarina di Tempio Pausania a cura della associazione OMNIA
- Milano, 2023, "Cile, Brigada Ramona Parra", Casa della Cultura, cinquantesimo anniversario del golpe in Cile, con Giorgio Oldrini, Paolo Hutter, Alfonso Botti, Debora Migliucci, Luca Stanzione; anche al castello sforzesco con il gruppo musicale Inti Illimani Historico, al parco Gallo di Brescia con Casa della Memoria, alla CGIL di Rimini
- Capo di Ponte, 2023, "Gli ultimi di madre Teresa di Calcutta", Festival SEGNI; anche nella parrocchiale San Martino di Malnate (Varese) e a Brescia -capitale italiana della cultura 2023- in sala Piamarta a San Faustino con Mons. Maurizio Funazzi, Luisa Bondoni e Pietro Gorlani
- Milano, 2023, "London 1969- Derry 1972", MIA Milan Image Art Fair, con galleria studio Cenacchi di Bologna
- Santarcangelo di Romagna, 2023 "Santarcangelo '80 Revisited" mostra fotografica a cura di Uliano Lucas con Gian Butturini, Mario Dondero, Carla Cerati, Uliano Lucas, Maurizio Buscarino e Maurizio Bizziccari
- Bratislava, 2022, "32. Mesiac Fotografie", antologica di Gian Butturini a cura di Gigliola Foschi, in collaborazione con Istituto Italiano di Cultura
- Brescia, 2022, "From Swinging London to Bloody Sunday - Gian Butturini exhibition " - Photo Musical Meeting promosso da "Beatlesiani d'Italia associati"; interventi musicali di Alessandro Amadei (folk irlandese), Rolando Giambelli (musica dei Beatles), Eimhèar Ni Ghlacain (Rock & Rebel Irish Singer), Antica Birreria Whurer
- Milano, 2022, "Gian Butturini. Un fotografo contro", Spazio Still Fotografia di Denis Curti
- Bologna, 2021, "From London to free Derry", Studio Cenacchi, con Daniele De Luigi, Laura De Marco, Gianluca Cettineo e Gigliola Foschi
- Milano, 2020, "Save the book", Spazio d'arte Scoglio di Quarto; anche Casa della Cultura di Milano con Ferdinando Scianna
- Livorno, 2019, "Poi cadde il muro di Berlino", nel trentesimo anniversario, galleria Extra Factory; anche in Milano Photo Festival 2019 con Roberto Mutti
- Brescia, 2019, "Donne, lo sguardo, le storie", Ma.co.f - Centro della fotografia Italiana
- Matera, 2019, "London and Daiquiri" Matera International Photography, capitale europea della cultura; anche a Mantova -Casa di Rigoletto- a cura di Carlo Micheli con il sindaco Mattia Palazzi
- Londra, 2018, " London 1969", Photo London 2018 - Somerset House, Talk con Martin Parr stand galleria Heillandi di Lugano a cura di Giuseppe Violetta
- Brescia, 2018, "I grandi reportage di Gian Butturini", mostra presso il Museo nazionale della fotografia, patrocinio del Consolato generale britannico di Milano, FIAF e Comune di Brescia, in collaborazione con Heillandi Gallery di Lugano
- Firenze, 2017, '"Anni '70 - Controfumetti e Strappi Underground", Studio Rosai, con Lino Capolicchio e Oreste Pivetta, a cura di Fabio Norcini
- Trieste, 2017, "London by Gian Butturini" - Fotografia Zero Pixel 2017 -Antico Caffè San Marco- a cura di Annamaria Castellan
- Milano, 2017, "People and Borders", a cura di Alessandra Klimciuk Fondazione Stelline
- Manchester, 2017, "Strange and Familiar - Britain as Revealed by International Photographers", a cura di Martin Parr e Alona Pardo, Gian Butturini con Henri Cartier-Bresson, Raymond Depardon, Paul Strand, Robert Frank e Garry Winogrand alla Art Gallery
- Andretta, 2017, "C'era una volta l'ospedale psichiatrico" in collaborazione con la Regione Campania, il Comune di Andretta e il circolo fotografico Werner Bischof; esibizione musicale di Horacio Duran(Inti Illimani Historico), intervento di Lino Capolicchio
- Londra, 2016, "Strange and Familiar - Britain as Revealed by International Photographers", a cura di Martin Parr e Alona Pardo, Gian Butturini con Henri Cartier-Bresson, Raymond Depardon, Paul Strand, Robert Frank e Garry Winogrand al Barbican Centre
- Milano, 2013, "Rapporto Africa" foto storiche di Mario Dondero e Gian Butturini, showroom Flos di corso Monforte, a cura di Fratelli dell'Uomo
- Trieste, 2009, "Gli amori di Marco Cavallo, immagini del cambiamento 1975/2006", Biblioteca Statale, cura di Annamaria Castellan, associazione Acquamarina, cooperativa Confini impresa sociale, dipartimento di salute mentale di Trieste
- Milano, 2006, Casa della Cultura, "Gli occhi di madre Teresa illuminano il popolo del Gange", con Mons. Francesco Coccopalmerio, i fotografi Mario Dondero, Mario De Biasi, Uliano Lucas, Ken Damy; anche al palazzo della Loggia di Brescia con il sindaco Paolo Corsini

## Opere
- London by Gian Butturini, introduzione di Luciano Mondini, citazioni di Robert Capa e Allen Ginsberg, editrice SAF, Verona, 1969
- Cuba 26 luglio - reportage nell'isola rivoluzionaria dell'America Latina, testi a cura di Luciano Mondini, Bareggi editore, Milano, 1971
- Dall'Irlanda dopo Londonderry - con le testimonianze dei cattolici sulla repressione inglese, Bareggi editore, Milano, 1972
- Cile venceremos, introduzione di Almachiara Dusi con gli appunti di Guido Vicario, Bareggi editore, Milano, 1972
- 3. Weltausstellung der Photographie. Unterwegs zum Paradies, completamente illustrato anche a colori. Fotografie di Robert Capa, Fulvio Roiter, Gian Butturini, Ferdinando Scianna, Thomas Hopker, Massimo Vitali, Leonard Freed, Max Jacoby, Dieter Blum, Mario Cattaneo, Carla Cerati, Amburgo, 1973
- F.L.Metalmeccanici significato di una lotta, introduzione di Sergio Marsadri, ed. Poligrafica bresciana, Brescia, 1973
- Berlino 1973 - il festival mondiale della gioventù, introduzione di Renzo Imbeni, ed. FGCI, Roma, 1973
- RDT, Repubblica Democratica Tedesca, prefazione di Sergio Segre, testi di Franco Petrone, editrice Vannini, Brescia , 1974
- Cile: ricerca della libertà, di Giuseppe Bufalari, fotografie di Gian Butturini, Fratelli Fabbri Editori, Milano, 1976
- Friuli... dopo, prefazione di Giuseppe Zamberletti, edizioni G.E.I. spa, Verona, 1976
- Tu interni... io libero: dibattito fotografico assieme a Franco Basaglia e la sua equipe, Bellomi, Verona, 1977
- Marziano Girelli '49 - le lotte contadine, sceneggiatura del film poi titolato Il mondo degli ultimi, a cura del Collettivo italiano cinema di lotta, scritto e diretto da Gian Butturini - copia unica, 1978
- 1892-1982 Obiettivo sul lavoro, con Gianfranco Porta, per un archivio fotografico storico del movimento operaio bresciano, Luigi Micheletti editore, Brescia, 1982
- Il manto di Arlecchino, proposta per un film fiction sul tema degli anziani, soggetto di Gian Butturini e Roberto Ivan Orano, 1983
- Cinema e vita contadina - Il mondo degli ultimi, a cura di Mino Argentieri e Angelo Turchini, edizioni Dedalo, Bari, 1984
- Il tempo e l'oblio: immagini dell'attesa, presentazione di Lanfranco Colombo, Il Diaframma/Canon, edizioni Editphoto srl, Milano, 1984
- Nel deserto una repubblica di pace: immagini del fronte Polisario, interventi di Biancamaria Scarcia Amoretti, Wladimiro Settimelli, Fondazione Lelio Basso, 1985
- GARDA Benacus, patrocinio Ministero Turismo e Regione Lombardia, prefazione di Italo Zannier (italiano/ inglese), Areamarket edizioni, Brescia, 1987
- Cile '87, viaggio di Papa Giovanni Paolo II nel Cile di Pinochet, Casa editrice Ediesse, Roma, 1987, cod. 600200
- 'Wanderer in Venedig, fotografie veneziane, testi di Emanuela Zanotti e Heinz Holter in italiano, tedesco, ceco, russo, polacco, inglese e francese, Holter edizioni, Saarburg (Renania Palatinato - Germania), 1988
- Daiquiri: storie di viaggio e di fotografia, prefazione di Floriano De Santi, Teti, Milano, 1989 - EAN 978-8870399301
- PRAG Viandante nella Praga d'oro, introduzione di Jiri Suchy', testo in ceco, tedesco, russo, polacco, italiano, francese e inglese, Tranchida editori, Milano, 1989
- Noi c'eravamo: fotografie 1968-1989, introduzione di Mauro Corradini, Tranchida editore, Milano, 1990
- C'era una volta il muro, insieme a Ralf Schuhmann, Tranchida editore, Milano, 1991 - ISBN 978-8885685505
- Terza età? Non esiste, prefazione di Floriano De Santi, testi di Giambattista Guerrini, Giorgio Fugazzi e Michele Vescia, Tranchida editori, 1992, Milano, ISBN 88-85685757
- Quei mitici anni settanta - diario fotografico di un'epoca ribelle, antologico, introduzione di Fausto Lorenzi, saggio dell'autore "Fotografia... un modo di vivere", testi in italiano, tedesco, inglese, spagnolo, ed. Free Book, Milano, 1994
- Donne: lo sguardo, le storie, pubblicato anche in lingua tedesca, introduzione di Carla Cerati, saggio Fotografia come dialogo di Anna Festa, Grafo Brescia e Aied, Roma, 1995 ISBN 88-73852726
- Gian Butturini: un impegno - fotografie dai Settanta ad oggi, trecento copie numerate, introduzione di Sergio Pirini, saggio di Stefano Campana (autore anche del ritratto a Gian Butturini), intervista a cura di Cecilia Coppola, edizioni Sinistra del Porto, San Mauro Pascoli, 1996
- Il sogno del Chiapas, insieme a Christian Penocchio, Tranchida editore, Milano, 1998 ISBN 888-0031953
- C'era una volta l'ospedale psichiatrico, testi di Franco Rotelli, Peppe Dell'Acqua, Grazia Giannichedda, Mario Reali, Luigi Benevelli ... foto di copertina di Carla Cerati, ed. Areamarket, Brescia, 1998
- Cuba porque te quiero,testi di Marcelo Gorajuria Marichal e Tiziano Butturini, ed. Grafo, Brescia, 2000, ISBN 88 73854850
- Incontrando l'Umanità - Gian Butturini fotografo , antologico,  testi di Fausto Lorenzi e Ken Damy, editrice Essebiemme, Brescia, 2001
- L'India di Vindravan, -Krishna, il progetto Food for life- testi di Nicoletta Santagostino e Giulio Toffoli, edizioni Areamarket, 2004 - EAN 256-5724737161
- La luce di Madre Teresa illumina il cuore del popolo del Gange, prefazione di Pietro Gorlani, testo di Giulio Toffoli, edizioni Areamarket, 2006 - EAN 257-0030578216

Edizioni postume
- Daiquiri 2.0 racconti e fotografie di reportage, a cura di Tiziano e Marta Butturini, Edizioni Mimesis, Milano - Udine, 2016 - ISBN 978-8857537061
- London by Gian Butturini, reprint, prefazione di Martin Parr, Damiani edizioni, Bologna, 2017 - ISBN 978-8862085588
- Gian Butturini, Londra 1969/Derry 1072 - un fotografo contro, prefazione di Gigliola Foschi, Pazzini Editore/Still, Milano, 2022 - ISBN 978-8862574136
- Cile, Brigada Ramona Parra, reprint, testi di Mario De Micheli, Carlos Vassallo e Guido Vicario- edizioni associazione Gian Butturini, Brescia, 2023 - ISBN 979-1280698230
- After Bloody Sunday, reprint, introduzione di Gigliola Foschi, saggio storico di Gianluca Cettineo - in lingua italiana e inglese - edizioni associazione Gian Butturini, Brescia, 2024 - ISBN 979-1280698155
- TU INTERNI... IO LIBERO, reprint, introduzione di Peppe Dell'Acqua, testi di Oreste Pivetta e Gigliola Foschi, edizioni associazione Gian Butturini, Brescia, 2024 - ISBN 978-8890046537
- 11 marzo 2024 - Centenario della nascita di Franco Basaglia; fotografie di Gian Butturini per il francobollo commemorativo e il relativo folder a cura di Poligrafico dello Stato e Poste Italiane
- 3 maggio 2024 - La Associazione Gian Butturini ha consegnato al Civico Archivio Fotografico del Comune di Milano 46 foto vintage di Gian Butturini scattate a Trieste negli anni settanta con Franco Basaglia. La donazione è stata accolta dalla Giunta Comunale di Milano con delibera 374 del 04/04/2024